# دهستان نوده انقلاب
نوده انقلاب دهستانی است از توابع بخش نوده انقلاب شهرستان خوشاب در استان خراسان رضوی ایران.
این دهستان در تیر ۱۳۹۸ تشکیل شد.